# متحف المالايو والعالم الإسلامي
مُتحف الملايو والعالم الإسلامي (بالملايوية: Muzium Dunia Melayu Dunia Islam) هو متحف عن الثقافة الماليزية والإسلامية في مدينة ملقا، الماليزية. يقع في مبنى (Bastion House) الذي بُنيَ عام 1910 واحتلته شركة المطاط البريطانية (Dunlop) حتى عام 1986. يحتوي المبنى على العناصر المعمارية الإنجليزية، ومصمم على شكل مُستطيل مع الأسقف المائلة العميقة. يعرض المتحف معلومات عن انتشار الإسلام في العالم والشخصيات الهامة والتاريخية من الملايو والمسلمين والمباني الإسلامية المهمة والتحف واللباس التقليدي، إلخ.